# Sabrina Starke
Sabrina Starke (Paramaribo, 9 augustus 1979) is een Nederlandse singer-songwriter van Surinaamse afkomst. Ze zingt sinds 2005 solo in stijlen als jazz, reggae, folk en hiphop. In 2008 bracht ze haar eerste album uit.

## Levensloop
Sabrina Starke is geboren in Suriname en kwam met haar ouders naar Nederland toen ze zes maanden oud was. Starke groeide op in achtereenvolgens Rotterdam en Dordrecht. Ze woont in Rotterdam: Ik houd gewoon van die stad. Ze voelt zich echter ook verbonden met haar Surinaamse familie. Ze was jeugdwerker en volgde het conservatorium. Ze noemt zich ‘singer-soul-writer’.

## Carrière
Starke begon als zangeres in een reggaeband en koos in 2005 voor een solocarrière. In 2006 won ze de Talent Night, waarna ze in het Apollo Theater in New York stond. In datzelfde jaar werd ze tweede bij de Grote Prijs van Nederland in de categorie singer-songwriter. Begin 2007 was zij een van de zangeressen op de cd The Mighty 8 van het Nationaal Pop Instituut. Op 8 december 2007 won zij de VSBfonds Music Matters Award. Met het prijzenpakket bracht zij een jaar later haar debuutalbum uit. Tevens was ze een jaar lang Muziekambassadeur van Rotterdam.
In oktober 2008 verscheen haar solo-debuutalbum, getiteld Yellow brick road. De eerste single van dit album, met de titel Do for love, was op dat moment al enige tijd te zien en te horen op YouTube. Na de release van het album volgden optredens bij onder andere GIEL en Raymann is Laat. Vooral het optreden bij De Wereld Draait Door maakte indruk. Eind oktober 2008 tekende ze een meerjarig contract bij het beroemde Amerikaanse jazzlabel Blue Note. In december 2011 tekende Starke een platencontract bij het Nederlandse muzieklabel 8ball Music.
Eind 2011 verscheen de single Meer kan het niet zijn, een samenwerking met BLØF. Op Bevrijdingsdag 2012 trad Starke op tijdens het 5 mei-concert aan de Amstel in Amsterdam. In 2014 was ze te zien in de vijftiende reeks van Expeditie Robinson en deed ze mee met het zesde seizoen van De beste zangers van Nederland. In 2017 ging Starke het land in met haar band en bracht ze een programma met soul- en reggaemuziek, de twee muziekstijlen waarin haar roots liggen. In 2019 was ze een van de leden van de Nederlandse vakjury bij het Eurovisiesongfestival.

### Albums
Na haar debuutalbum Yellow brick road (2008) verscheen in het najaar van 2010 haar tweede album, genaamd Bags & suitcases. Van dit album werd op 16 augustus het nummer Sunny days als eerste single uitgebracht. Op het label 8ball Music bracht Starke in de zomer van 2012 haar derde album Outside the box uit. Het album werd op 7 juni 2012 gepresenteerd in Hotel Arena in Amsterdam, samen met de eerste single This time around. In januari 2013 werd het album genomineerd voor een Edison.
In de lente van 2013 verscheen Starke's vierde album Lean on me, waarop zij repertoire zingt van Bill Withers. Het album ontving in oktober van dat jaar een Radio 6 Soul & Jazz Award voor beste album. Haar vijfde album, simpelweg Sabrina Starke genaamd, kwam uit in 2015.
In 2018 bracht Starke haar zesde album Underneath the surface uit. Ze combineerde dit album met een tentoonstelling in TENT over het thema identiteit. De tentoonstelling werd samengesteld door Starke en Charl Landvreugd, enkele van de deelnemende kunstenaars waren Brian Elstak en Sandim Mendes.
In 2019 moest Starke haar tournee afzeggen. Ze maakte later bekend dat ze de diagnose borstkanker had gekregen. Na enkele jaren van behandelingen werd Starke 'schoon' verklaard. Ze verwerkte haar ervaringen op haar zevende album, Weather the storm (2024).

## Prijzen
- Edison Beste nieuwkomer 2009[10]
- Edison Jazzism Publieksprijs 2009[11]
- Radio 6 Soul & Jazz Award - Beste Album 2013 (voor Lean On Me – The Songs Of Bill Withers)[12]
- Radio 6 Soul & Jazz Award - Beste Single 2015 (voor In The Morning)[13]
- Sublime Award - Beste Album 2023 (voor de EP Our Time Our Music)[14]

## Discografie

### Albums
| Album                                                         | Verschijnen | Label              | Hitlijsten | Hitlijsten | Hitlijsten | Hitlijsten | Opmerkingen          |
| Album                                                         | Verschijnen | Label              | BE (VL)    | BE (VL)    | NL         | NL         | Opmerkingen          |
| Album                                                         | Verschijnen | Label              | Piek       | Weken      | Piek       | Weken      | Opmerkingen          |
| ------------------------------------------------------------- | ----------- | ------------------ | ---------- | ---------- | ---------- | ---------- | -------------------- |
| Yellow brick road                                             | 01-09-2008  | Star-K / Blue Note | 97         | 2          | 9          | 52         | Platina in Nederland |
| Bags & suitcases                                              | 15-10-2010  | Star-K / Blue Note | -          | -          | 7          | 16         |                      |
| Outside the box                                               | 04-06-2012  | Star-K / 8ball     | -          | -          | 28         | 5          |                      |
| Lean on me - The songs of Bill Withers (met Metropole Orkest) | 03-05-2013  | Content            | -          | -          | 8          | 5          |                      |
| Sabrina Starke                                                | 25-09-2015  | Star-K / Zip       | -          | -          | 20         | 5          |                      |

### Singles
| Lied                              | Verschijnen | Album                | Hitlijsten  | Hitlijsten  | Hitlijsten   | Hitlijsten   |
| Lied                              | Verschijnen | Album                | NL (Top 40) | NL (Top 40) | NL (Top 100) | NL (Top 100) |
| Lied                              | Verschijnen | Album                | Piek        | Weken       | Piek         | Weken        |
| --------------------------------- | ----------- | -------------------- | ----------- | ----------- | ------------ | ------------ |
| Do for love                       | 2008        | Yellow brick road    | tip5        | -           | 10           | 15           |
| Foolish                           | 2009        | Yellow brick road    | tip11       | -           | -            | -            |
| A woman's gonna try               | 2009        | Yellow brick road    | tip10       | -           | 18           | 7            |
| Home is you                       | 2010        | Yellow brick road    | -           | -           | 82           | 1            |
| Sunny days                        | 2010        | Bags & suitcases     | -           | -           | 72           | 1            |
| Meer kan het niet zijn (met BLØF) | 2011        | Radio Berlijn (BLØF) | 30          | 10          | 32           | 17           |
| Backseat driver                   | 2012        | Outside the box      | tip12       | -           | 45           | 4            |

### NPO Radio 2 Top 2000
| Nummer met noteringen in de NPO Radio 2 Top 2000 | '12  | '13  | '14  | '15  |
| ------------------------------------------------ | ---- | ---- | ---- | ---- |
| Meer kan het niet zijn (met BLØF)                | 1075 | 1072 | 1174 | 1596 |

1. ↑  Een vetgedrukt getal geeft de hoogste notering aan.
2. ↑  2012 was het eerste jaar met een notering voor dit nummer.
3. ↑  Deze tabel is bijgewerkt tot en met de laatste editie (2024).